# Militaire Grens

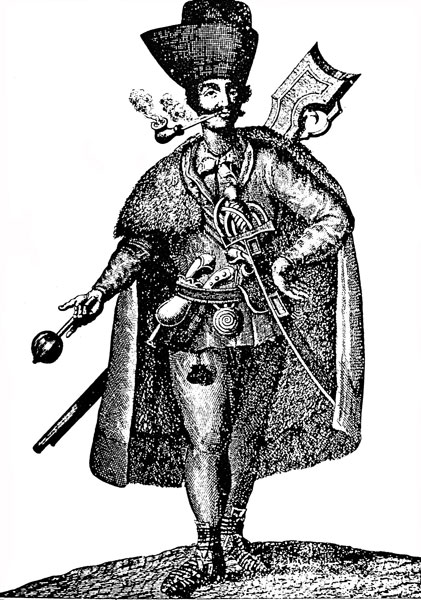
Een Servische Grenzer in 1742

De Militaire Grens (Militärgrenze) was een bufferzone tussen het Habsburgse rijk en het Ottomaanse rijk, die in de loop van de 16e eeuw ontstond en tot 1881 heeft bestaan. De zone was bedoeld ter verdediging tegen de Turken. Het gebied stond onder militair bestuur en de bevolking, die grotendeels uit immigranten bestond, was levenslang dienstplichtig. In ruil kregen de kolonisten eigen grond, belastingvrijheid en godsdienstvrijheid. De zeer loyale Grenzer werden ook buiten de Militaire Grens ingezet.
De Militaire Grens kende verschillende voorlopers: al in de 15e eeuw richtte Hongarije, waartoe een groot deel van de Militaire Grens steeds heeft behoord, speciale gebieden in om zich tegen de naderende Turken te wapenen. In 1535 nodigde keizer Ferdinand I de eerste 3000 Servische vluchtelingen uit om zich in Žumberak te vestigen. Een ander jaar dat vaak wordt genoemd als oprichtingsjaar van de Militaire Grens is 1578, toen de landdag van Bruck onder aartshertog Karel II de organisatie van het gebied vastlegde.
De Militaire Grens bestond aanvankelijk alleen uit de Kroatische Militärgrenze. Met de verovering van Turks grondgebied werden daar later de Slawonische Militärgrenze (1702), de Banater Militärgrenze (1742) en de Siebenbürger Militärgrenze (1764) aan toegevoegd.
Aan de Militaire Grens herinnert zowel de naam van de Kroatische Krajina als het feit dat dit gebied tot het eind van de 20ste eeuw in meerderheid door Serviërs werd bewoond.